# Антохін Едуард Сергійович
Антохін Едуард Сергійович (22 червня 1938, село Ольшанець, Орловська область (нині Росія)) — український художник, графік. Член Спілки художників СРСР.
У 1966 році закінчив навчання у Київському державному художньому інституті, де навчався під керівництвом: І.  Штільмана, В. Касіяна і К. Трохименко. Основні твори: діорами в музеях України — Луцьк, Володимир, Первомайськ, Остер, Лисичанськ тощо. Член НСХУ (1972).
Працював у галузі живопису, графіки. З 1962 року працював художником на фабриці «Укррекламфільм», з 1968 — художній редактор в видавництвах «Радянська школа», «Реклама», «Молодь». У 1970-1980-ті рр. малював дитячі діафільми для Української студії хронікально-документальних фільмів. Член Національної Спілки художників України з 1972 р.

## Основні твори
- «Альошкіне полювання» (1965), «Від двох до семи» (1967);
- плакати «Два мушкетери» (1964), «Лівша» (1965), «В ті дні», «Балада про Берінга і його друзів», «Слуги диявола», «Я, Франциск Скорина» (всі — 1970);
- буклети «Материнське поле» (1967) і «Удар, ще удар» (1968); діорами в історичних-краєзнавчих музеях «Полісся» (1984, Луцьк), «Війна» (1988, Володимир-Волинський), «Трипільська культура» (1990, Остер), «Г. Капустін — першовідкривач вугілля на Донбасі» (1992, Лисичанськ).